# AN-11
L'AN-11 è stata la prima arma nucleare francese durante la creazione della forza di dissuasione nucleare francese.
Lo sviluppo dell'AN-11 è iniziato alla fine del 1950. Una versione di sviluppo è stata utilizzata nel primo test nucleare francese il 13 febbraio 1960 (Gerboise bleue). Il primo prototipo è stato testato il 1º maggio 1962 e la bomba è entrata in servizio nel 1964 con le forze aeree strategiche dell'Armée de l'air.
L'AN-11 era una bomba a fissione, a plutonio 239, dello stesso tipo di quella esplosa a Nagasaki. Pesava circa 1.500 kg. È stata una bomba a caduta libera destinata ad essere lanciata da un bombardiere d'alta quota. La carica esplosiva è stata di 60 kt.
Circa 40 AN-11 sono state prodotte tra il 1963 e il 1967. Il bombardiere vettore stato il Dassault Mirage IV, anche se il SNCASO SO-4050 Vautour poteva anche portare la bomba.
Il 19 luglio 1966 si è svolto un test in termini di dimensione quando un Mirage IV ha lanciato una bomba AN-21 (una versione modificata dell'AN-11) al largo dell'atollo di Mururoa.
La sua sostituzione con la bomba AN-22 è iniziata nel 1967.